# Зіньківщина (заповідне урочище)
Зінькі́вщина — заповідне урочище в Україні. Розташоване в межах Полтавського району Полтавської області, на північний захід від смт Котельва. 
Площа 45 га. Статус присвоєно згідно з рішенням облвиконкому від 17.04.1992 року № 74. Перебуває у віданні: ДП «Полтавський лісгосп» (Котелевське л-во, кв. 10). 
Статус присвоєно для збереження лісового масиву на лівобережній заплаві та боровій терасі річки Ворскла. У деревостані переважають сосна, дуб, рідше — клен, липа.